# Triors
Triors est une commune française située dans le département de la Drôme en région Auvergne-Rhône-Alpes.

## Géographie

### Localisation
D'aspect essentiellement rural, La commune de Triors est cependant rattaché à Valence Romans Agglo et se situe à environ dix kilomètres de Romans-sur-Isère.

### Communes limitrophes
Les communes limitrophes sont Saint-Michel-sur-Savasse, Châtillon-Saint-Jean, Génissieux et Geyssans.

### Hydrographie
La carte IGN ne donne aucun nom de ruisseau.

### Climat
Pour des articles plus généraux, voir Climat d'Auvergne-Rhône-Alpes et Climat de la Drôme.
En 2010, le climat de la commune est de type climat du Bassin du Sud-Ouest, selon une étude du Centre national de la recherche scientifique s'appuyant sur une série de données couvrant la période 1971-2000. En 2020, Météo-France publie une typologie des climats de la France métropolitaine dans laquelle la commune est exposée à un climat de montagne ou de marges de montagne et est dans la région climatique Moyenne vallée du Rhône, caractérisée par un bon ensoleillement en été (fraction d’insolation > 60 %), une forte amplitude thermique annuelle (4 à 20 °C), un air sec en toutes saisons, orageux en été, des vents forts (mistral), une pluviométrie élevée en automne (250 à 300 mm).
Pour la période 1971-2000, la température annuelle moyenne est de 12,4 °C, avec une amplitude thermique annuelle de 17,8 °C. Le cumul annuel moyen de précipitations est de 923 mm, avec 8,4 jours de précipitations en janvier et 5,7 jours en juillet. Pour la période 1991-2020, la température moyenne annuelle observée sur la station météorologique de Météo-France la plus proche, « Romans_sapc », sur la commune de Romans-sur-Isère à 8 km à vol d'oiseau, est de 13,1 °C et le cumul annuel moyen de précipitations est de 876,7 mm,. Pour l'avenir, les paramètres climatiques de la commune estimés pour 2050 selon différents scénarios d'émission de gaz à effet de serre sont consultables sur un site dédié publié par Météo-France en novembre 2022.

## Urbanisme

### Typologie
Au 1er janvier 2024, Triors est catégorisée commune rurale à habitat dispersé, selon la nouvelle grille communale de densité à 7 niveaux définie par l'Insee en 2022.
Elle est située hors unité urbaine. Par ailleurs la commune fait partie de l'aire d'attraction de Romans-sur-Isère, dont elle est une commune de la couronne,. Cette aire, qui regroupe 30 communes, est catégorisée dans les aires de 50 000 à moins de 200 000 habitants,.

### Occupation des sols

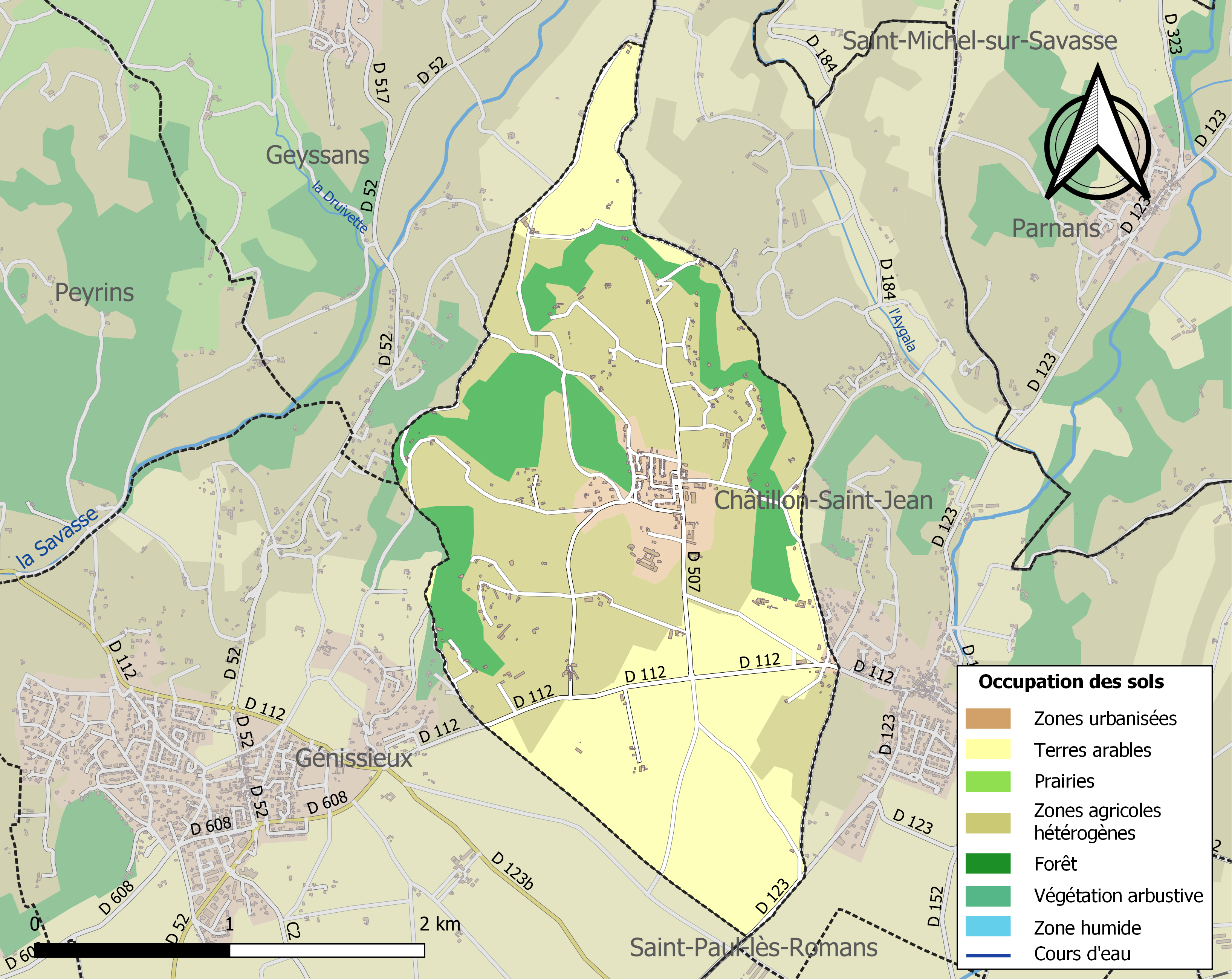
Carte des infrastructures et de l'occupation des sols de la commune en 2018 (CLC).

L'occupation des sols de la commune, telle qu'elle ressort de la base de données européenne d’occupation biophysique des sols Corine Land Cover (CLC), est marquée par l'importance des territoires agricoles (77,9 % en 2018), en diminution par rapport à 1990 (83,4 %). La répartition détaillée en 2018 est la suivante : zones agricoles hétérogènes (44,3 %), terres arables (33,6 %), forêts (16,5 %), zones urbanisées (5,6 %). L'évolution de l’occupation des sols de la commune et de ses infrastructures peut être observée sur les différentes représentations cartographiques du territoire : la carte de Cassini (XVIIIe siècle), la carte d'état-major (1820-1866) et les cartes ou photos aériennes de l'IGN pour la période actuelle (1950 à aujourd'hui).

### Lieux-dits, hameaux et écarts
Site Géoportail (carte IGN) :
- Abbaye Notre-Dame de Triors
- Chapoize
- Château Vieux
- Chaumant
- Croix de Lettrat
- la Berlodiaire
- la Fontanille
- la Garenne
- Lamuron
- les Beugnets
- les Combes
- les Condamines
- les Goiffards
- les Mallens
- les Teppes
- les Vernes
- les Violettes
- Lombret
- Planchâtel

### Habitat et logement
En 2020, le nombre total de logements dans la commune était de 252, alors qu'il était de 235 en 2015 et de 216 en 2010.
Parmi ces logements, 93,5 % étaient des résidences principales, 3,7 % des résidences secondaires et 2,8 % des logements vacants. Ces logements étaient pour 87,4 % d'entre eux des maisons individuelles et pour 12,2 % des appartements.
Le tableau ci-dessous présente la typologie des logements à Triors en 2020 en comparaison avec celle du Drôme et de la France entière. Une caractéristique marquante du parc de logements est ainsi une proportion de résidences secondaires et logements occasionnels (3,7 %) inférieure à celle du département (8,1 %) et à celle de la France entière (9,7 %). Concernant le statut d'occupation de ces logements, 73,5 % des habitants de la commune sont propriétaires de leur logement (73,5 % en 2015), contre 62,1 % pour le Drôme et 57,5 pour la France entière.
| Typologie                                               | Triors | Drôme | France entière |
| ------------------------------------------------------- | ------ | ----- | -------------- |
| Résidences principales (en %)                           | 93,5   | 83,4  | 82,1           |
| Résidences secondaires et logements occasionnels (en %) | 3,7    | 8,1   | 9,7            |
| Logements vacants (en %)                                | 2,8    | 8,5   | 8,2            |

### Voies de communication et transports
La commune est desservie par les routes départementales RD 112 et RD 507.

## Toponymie
Dictionnaire topographique du département de la Drôme :
- XIe siècle : villa Triornium (cartulaire de Romans, 76) (ou Xe siècle[13]).
- 1062 : villa Triors (cartulaire de Romans, 49).
- 1150 : mention de la paroisse : ecclesia de Triorz (cartulaire de Romans, 325).
- 1221 : mention de la paroisse : capella de Trionz (cartulaire des Hospitaliers, 55).
- 1240 : Triort (cartulaire de Romans, 369).
- XIVe siècle : mention de la paroisse : capella de Tiror-Triors (pouillé de Vienne).
- 1521 : mention de la paroisse : ecclesia de Triaux (pouillé de Vienne).
- 1551 : Triaulx (archives de la Drôme, E 2576).
- 1565 : Le Triol (Bull. Soc. d'archéol., XVII, 161).
- 1568 : Tryors (Bull. Soc. d'archéol., XIX, 217).
- 1777 : Triols (ét. de sect.).
- 1891 : Triors, commune du canton de Romans.

Les formes Triortz, Triaux, Trioux (1517) et Triol (1656) sont aussi proposées.
Le toponyme Triors pourrait dérivé du mot gaulois tri « pays, territoire » que l'on retrouve dans Tricastins.

## Histoire

### Du Moyen Âge à la Révolution
Fief du comte de Vienne qui en fit don aux religieux de Vienne au IXe siècle.
La seigneurie :
- Au point de vue féodal, Triors était une terre (ou seigneurie) premièrement possédée par les Clermont-Chatte.
- 1450 : elle est hommagée au chapitre de Romans.
- 1483 : elle passe aux Vinay.
- 1509 : elle est vendue aux Vallin.
- Elle est recouvrée par les Clermont-Chatte.
- 1515 : vendue aux Odde.
- 1611 : passe (par héritage) aux Lionne. Ils font construire le château actuel.
- 1701 : passe aux Chabo de la Serre.
- 1757 : passe aux Bourchenu.
- Elle passe (par mariage) aux Bailly, derniers seigneurs.

Avant la Révolution française, Triors était une communauté de l'élection et subdélégation de Romans et du bailliage de Saint-Marcellin. Elle formait une paroisse du diocèse de Vienne dont l'église, dédiée à saint Didier, dépendait du chapitre de Romans qui y prenait la dîme et présentait à la cure.

### Révolution française et Empire
En 1790, la commune est comprise dans le canton de Saint-Paul-lès-Romans. La réorganisation de l'an VIII (1799-1800) la place dans le canton de Romans.

### Époque contemporaine
En 1977, Josepha du Bouchage, héritière du domaine du château, contacte l'abbaye Notre-Dame de Fontgombault. L'abbaye Notre-Dame de Triors est officiellement inaugurée le 6 octobre 1984.
La nouvelle abbaye est conçue par l'architecte lyonnais Jean-François Grange-Chavanis. L'église abbatiale est consacrée le 5 octobre 1996 par l'évêque de Valence Didier-Léon Marchand.

## Politique et administration

### Rattachements administratifs et électoraux

#### Rattachements administratifs
La commune se trouve dans l'arrondissement de Valence du département de la Drôme.
Elle faisait partie de 1801 à 1973  du canton de Romans-sur-Isère, année où celui-ci est scindé et la commune rattachée au canton de Romans-sur-Isère-2. Dans le cadre du redécoupage cantonal de 2014 en France, cette circonscription administrative territoriale a disparu, et le canton n'est plus qu'une circonscription électorale.

#### Rattachements électoraux
Pour les élections départementales, la commune fait partie depuis 2014 d'un nouveau  canton de Romans-sur-Isère
Pour l'élection des députés, elle fait partie de la quatrième circonscription de la Drôme.

### Intercommunalité
Triors était membre de la communauté d'agglomération du pays de Romans, un établissement public de coopération intercommunale (EPCI) à fiscalité propre créé fin 1997 et auquel la commune avait transféré un certain nombre de ses compétences, dans les conditions déterminées par le code général des collectivités territoriales.
Conformément aux prescriptions de la loi de réforme des collectivités territoriales du 16 décembre 2010, qui a prévu le renforcement et la simplification des intercommunalités et la constitution de structures intercommunales de grande taille, une première fusion intervient ses voisines pour former, le 1er janvier 2014 la communauté d'agglomération Valence-Romans Sud Rhône-Alpes, qui fusionne elle-même dans le cadre des dispositions de la loi portant nouvelle organisation territoriale de la République du 7 août 2015, avec la petite communauté de communes de la Raye pour former, le 1er janvier 2017, la communauté d'agglomération dénommée Valence Romans Agglo, dont est désormais membre la commune.

### Liste des maires
| Période                                  | Période                       | Identité           | Étiquette | Qualité |
| ---------------------------------------- | ----------------------------- | ------------------ | --------- | --- |
| Les données manquantes sont à compléter. |                               |                    |           | |
| 1933                                     | mai 1945                      | Cyrille-Eloi Tardy |           | Pépiniériste spécialisé dans les plans de vigne                                                                        |
| 1945                                     | 1965                          | Séraphin Viossat   |           | |
| 1965                                     | 1983                          | René Astier        |           | |
| 1983                                     | 2001                          | Ernest Minodier    |           | |
| 2001                                     | mai 2020                      | Gérard Labriet     |           | |
| mai 2020                                 | été 2023                      | Xavier Oudille     |           | Professeur ou profession scientifique Mandat écourté par la démission d'une partie du conseil municipal, dont le maire |
| octobre 2023                             | En cours (au 11 janvier 2024) | Pascal Hansberque  |           | Technicien retraité |

### Traitement de l'eau
La commune dispose d'une station d'épuration des eaux.

## Population et société

### Démographie
L'évolution du nombre d'habitants est connue à travers les recensements de la population effectués dans la commune depuis 1793. Pour les communes de moins de 10 000 habitants, une enquête de recensement portant sur toute la population est réalisée tous les cinq ans, les populations de référence des années intermédiaires étant quant à elles estimées par interpolation ou extrapolation. Pour la commune, le premier recensement exhaustif entrant dans le cadre du nouveau dispositif a été réalisé en 2004.

En 2022, la commune comptait 639 habitants, en évolution de +15,97 % par rapport à 2016 (Drôme : +2,64 %, France hors Mayotte : +2,11 %).
| 1793 | 1800 | 1806 | 1821 | 1831 | 1836 | 1841 | 1846 | 1851 |
| ---- | ---- | ---- | ---- | ---- | ---- | ---- | ---- | ---- |
| 241  | 278  | 295  | 330  | 373  | 392  | 416  | 470  | 476  |

| 1856 | 1861 | 1866 | 1872 | 1876 | 1881 | 1886 | 1891 | 1896 |
| ---- | ---- | ---- | ---- | ---- | ---- | ---- | ---- | ---- |
| 431  | 398  | 365  | 357  | 358  | 346  | 331  | 325  | 314  |

| 1901 | 1906 | 1911 | 1921 | 1926 | 1931 | 1936 | 1946 | 1954 |
| ---- | ---- | ---- | ---- | ---- | ---- | ---- | ---- | ---- |
| 305  | 285  | 298  | 262  | 244  | 252  | 240  | 266  | 223  |

| 1962 | 1968 | 1975 | 1982 | 1990 | 1999 | 2004 | 2006 | 2009 |
| ---- | ---- | ---- | ---- | ---- | ---- | ---- | ---- | ---- |
| 203  | 202  | 189  | 286  | 383  | 482  | 475  | 502  | 558  |

| 2014 | 2019 | 2022 | - | - | - | - | - | - |
| ---- | ---- | ---- | - | - | - | - | - | - |
| 564  | 602  | 639  | - | - | - | - | - | - |

### Manifestations culturelles et festivités
- Fête patronale : le 20 janvier[14].

Fête de la Saint-Vincent : le troisième dimanche de janvier[réf. nécessaire].
Il est de coutume de déguster des bugnes et du vin blanc. Un spectacle de théâtre est proposé par les habitants l'après-midi. Le lundi est dévolu à un banquet puis à l'élection du nouveau président. Enfin le mardi, dernier jour des réjouissances, un repas est organisé avec en entrée la fameuse salade de croupes[réf. nécessaire].
- Fête communale : le premier dimanche de septembre[14].
- Vogue : le premier week-end de septembre[réf. nécessaire].

### Sports et loisirs
- Randonnées : PR[1].
- Un poney-club[14].

### Cultes

#### Abbaye de Triors
L'église de l'abbaye Notre-Dame de Triors est ouverte aux fidèles.

## Économie
En 1992 : céréales, vignes, caprins.

## Culture locale et patrimoine

### Lieux et monuments
- Ancien château dans le village : fenêtres Renaissance[14].
- Château des XVIIe et XVIIIe siècles[14] : Il est inscrit MH[31]. L'établissement actuel fut édifié au XVIIIe siècle par Jean-Pierre de Bailly de Bourchenu[13]. Il apparaît aujourd’hui comme un imposant édifice au toit de tuiles vernissées.

Depuis 1984, il abrite une communauté monastique bénédictine.
- L'abbaye Notre-Dame de Triors a été adossée au château en 1984. Son abbatiale a été édifiée entre 1990 et 1996[16]. À l'origine, il s'agit d'une filiale de l'abbaye Notre-Dame de Fontgombault et sous la congrégation de Solesmes. À la suite de la construction d'un bâtiment d'accueil pour les hôtes, qui a été achevée en 2016, la partie de l'ancien château n'est plus accessible au public.
- Église Saint-Sébastien de Triors, moderne : clocher isolé[14].
- Au lieu-dit le Château Vieux : une motte castrale médiévale (diamètre apparent d'une quinzaine de mètres, hauteur d'environ 4 à 5 m. Excellent point d'observation, elle est située sur le promontoire dominant, au nord, le village de Triors[réf. nécessaire].
- Nombreuses grottes[1].
- Ancien séchoir à noix.

### Personnalités liées à la commune
- Marc Joseph de Gratet Dubouchage (1746-1829) : comte du Bouchage, seigneur de Triors en 1801.

## Pour approfondir